# École nationale supérieure de techniques avancées
École nationale supérieure de techniques avancées (ENSTA) một trường đào tạo kỹ sư danh tiếng của Pháp. Được thành lập vào năm 1741, nó là "grande école" lâu đời nhất ở Pháp. Nó nằm ở Palaiseau ở phía nam của Paris, trong khuôn viên Paris-Saclay, và là một trong những khoa sáng tạo của Học viện Bách khoa Paris. Khoảng 180 kỹ sư tốt nghiệp từ trường mỗi năm.
ENSTA cung cấp đào tạo kỹ thuật tổng quát cho sinh viên của mình.

## Nhà nghiên cứu nổi tiếng
- Gérard Mourou, một nhà khoa học người Pháp và tiên phong trong lĩnh vực kỹ thuật điện và laser và người đoạt giải Nobel